# Jace Everett
Jace Everett né le 27 mai 1972 à Evansville dans l’Indiana est un chanteur américain.
Il est l’interprète de la chanson Bad Things, qui est utilisée dans le générique de la série télévisée True Blood d’Alan Ball.

## Discographie

### Albums
- Jace Everett (2005)
- Old New Borrowed Blues (2007)
- Red Revelations (2009)
- Mister Good Times (2011)
- Terra Rosa (2014)

### Singles
- That's the Kind of Love I'm In (2005)
- Bad Things (2005)
- Nowhere in the Neighborhood (2006)
- Everything I Want (2006)
- Good Times (2011)